# Glagoljska misa
Glagoljska misa (češki: Glagolská mše ili ponekad Mša glagolskaja) se odnosi na "Mša glagolskaja", skladbu Leoša Janáčeka za soliste, dvojni zbor i orkestar. Dovršena je 15. listopada 1926., a prvi put izvedena u Brnu s Jaroslavom Kvapilom 5. prosinca 1927.

## Djela
1. Úvod [Orkestar]
2. Gospodi pomiluj [Kyrie]
3. Slava - Gloria
4. Vĕruju - Credo
5. Svet - Sanctus
6. Agneče Božij - Agnus Dei
7. Varhany sólo (Postludium) [Solo orgulje]
8. Intrada [Exodus]